# Tummelisa
Tummelisa (danska: Tommelise) är en saga av den danske författaren H.C. Andersen, publicerad första gången 1835.

## Handling
En kvinna får med hjälp av ett förtrollat vetekorn en flicka som endast är hög som en tumme.
Tummelisa, som flickan kallas, sover i ett valnötsskal och blir en natt då hon sover bortrövad av en padda. Paddan vill nämligen att den lilla miniatyrflickan ska bli hennes sons fru. Som tur är får Tummelisa hjälp att fly från paddorna, men blir istället fånge hos en skalbagge. Efter att ha undsluppit även den finner hon skydd från den kalla vintern hos en åkermus. Hon får av åkermusen rådet att gifta sig med deras granne, en mullvad som Tummelisa finner motbjudande att äkta och hon försöker åter att fly sitt öde. I mullvadens håla hittar Tummelisa en skadad svala och hon bestämmer sig att ta hand om svalan tills den frisknar till. När våren kommer lyckas Tummelisa fly från hålan, flygande på svalans rygg. De flyger till ett annat land, där Tummelisa möter en fe-kung. De blir förälskade, gifter sig och Tummelisa får sina egna fe-vingar.

## Bakgrund
Historien är Andersens variant av berättelser om små människor som ibland inte är större än en tumme. En annan variant är den om Tummeliten, spridd av Charles Perrault.

## Filmatiseringar
Tummelisa finns i ett antal versioner som animerad film, däribland Don Bluths Tummelisa från 1994.